# چی‌زیت ۷۵
سی زی ۷۵ (به چکی:CZ 75) یک پیستول نیمه‌خودکار ۹ میلی‌متری است که توسط شرکت اسلحه‌سازی چک در اوهرسکی برود تولید می شود. این اسلحه کمری یکی از بهترین ها در کلاس خود است.

## تاریخ
چی‌زیت ۷۵ در سال ۱۹۷۵ توسط František Koucký طراحی شد و در سال ۱۹۷۶ شروع به تولید انبوه کرد . سیستم قفل گلنگدن این اسلحه از نوع براونینگ است. کاربران عمده این اسلحه کمری چین ، ایران ، جمهوری چک ، رومانی ، مصر ، ترکیه و ایالات متحده . مدل های زیادی از این اسلحه ساخته شده است . همه مدل های این اسلحه مجهز به لوله از جنس فولاد ضد زنگ می باشند و قاب اسلحه نیز از ترکیبات آلومینیم ساخته شده است.ضامن اصلی اسلحه و ضامن انصراف از شلیک در سمت چپ اسلحه تعبیه شده است . این اسلحه کمری از سه کالیبر استفاده می کند کالیبر ۹x۱۹ م م لوگر و پارابلوم و کالیبر ۴۰S&W و کالیبر ۹x۲۱م م IMI. چی زیت – ۷۵ کمری قابلیت شلیک به صورت تک تیر و اتوماتیک را نیز دارد . ظرفیت خشاب نیز در کالیبر ۹ میلیمتر معادل ۱۵+۱ گلوله و در کالیبر ۴۰ معادل۱۲ گلوله است.

## مدل های چی زیت ۷۵
این اسلحه کمری دارای ۱۴ مدل است :
- CZ-75
- CZ-75B
- CZ-75B SA
- CZ-85
- CZ-85B
- CZ-75BD
- CZ-75 DAO
- CZ-75 SP-01
- CZ-75 Compact
- CZ-75D PČR Compact
- CZ-75 P-01
- CZ-75 D Compact
- CZ-75 P-07